# Buslijn 8 (Gent)
Buslijn 8 was een buslijn in Gent die het AZ Sint-Lucas met het Arteveldepark verbond en grotendeels de route volgde van lijn 5. De lijn werd ingevoerd op 6 november 2016 en afgeschaft bij de hervormingen van 6/01/2024.
Het nummer werd in het verleden al gebruikt voor andere, niet-gerelateerde lijnen.

## Geschiedenis

### Lijn 8 als tramlijn tussen het Sint-Pietersstation en de Sterre
Aanvankelijk was lijn 8 een tramlijn die het Sint-Pietersstation met de Sterre verbond. Deze stadslijn werd in april 1922 in het leven geroepen.
Op 9 december 1923 werd deze lijn verlengd tot aan de Rozemarijnbrug. Vanaf 21 december 1925 reed tram 2 van het Arsenaal tot de Sterre, waardoor lijn 8 afgeschaft werd. Vanaf 12 augustus 1928 nam lijn 8 het traject Sint-Pietersstation - de Sterre over van lijn 2.
Aan elke eindhalte van het traject was een keerlus voorzien, zodat de beugel niet diende gedraaid te worden. De tramlijn 8 werd, mede door haar erg korte traject waarop stadsbussen een rendabeler alternatief vormen, als eerste van de Gentse tramlijnen op 19 augustus 1962 opgedoekt.

### Lijn 8 als buslijn tussen de Blaarmeersen en Gent-Zuid
Op 5 april 2009 ontstond binnen het openbaar vervoersnet van de stad Gent een nieuwe buslijn 8, die het natuur- en recreatiedomein Blaarmeersen in het westen van de stad met het Zuid verbond. De lijn kwam onder meer voorbij de Watersportbaan, het Sint-Pietersstation, de Heuvelpoort, het Sint-Pietersplein en eindigde aan het Zuid. Buslijn 8 werd ingevoerd om de studentenbuurt rond de Blandijnberg te verbinden met het Sint-Pietersstation.
Deze buslijn werd echter per 1 juli 2010 om besparingsredenen weer opgedoekt. De lijn wordt sindsdien vervangen door lijnen 42 en 44. Deze lijn 8 heeft aldus maar een korte levensduur gehad.

### Lijn 8 als buslijn tussen AZ Sint-Lucas en het Arteveldepark
Op 6 november 2016 voerde De Lijn, na de voltooiing van het KoBra-project en de tramverlenging tot Zwijnaarde, een herstructurering door van het tram- en busnet in Gent. Het resultaat hiervan was dat een reeds bestaande variant op lijn 5, met AZ Sint-Lucas als eindhalte, werd doorgetrokken tot het Arteveldepark en tot 'lijn 8' werd omgedoopt. Voordien werd dit gebied enkel bediend door buslijnen 65 en 67. Lijn 5 werd ingekort tot Nieuw Gent, daar Zwijnaarde nu bediend wordt door de verlengde tramlijn 21.
Bij de hervormingen van de routes in Gent in het kader van de basisbereikbaarheid werd lijn 8 afgeschaft op 6/01/2024.

## Traject buslijn 8
De buslijn 8 had de volgende haltes:
|  |  |   |   |   | Halte              | Aansluitingen |
|  |  | - | - | - | ------------------ | --- |
|  |  | o |   |   | Arteveldepark      | |
|  |  | o |   |   | Proeftuinstraat    | |
|  |  | o |   |   | UZ Heymanslaan     | |
|  |  | o |   |   | Heymanslaan        | |
|  |  | o |   |   | Koekoeklaan        | |
|  |  | o |   |   | Burggravenlaan     | |
|  |  | o |   |   | De Heerestraat     | |
|  |  | o |   |   | Ottergemsesteenweg | |
|  |  | o |   |   | Heuvelpoort        | Streeklijnen 34, 35, 36, 55, 55s, 57, 58, 70, 71, 72, 73, 74, 76, 77, 78                                                          |
|  |  | o |   |   | Sint-Pietersplein  | |
|  |  | o |   |   | Blandijnberg       | |
|  |  | o |   |   | Bagattenstraat     | |
|  |  | o |   |   | Zuid               | Stadslijnen 4, 6, 21/22; Streeklijnen 20, 21, 22, 42, 44, 48, 52, 53, 54, 55, 55s, 57, 58, 68, 69, 70, 71, 72, 73, 74, 76, 77, 78 |
|  |  | o |   |   | Kapucijnenham      | |
|  |  | o |   |   | Reep               | |
|  |  | o |   |   | Sint-Jacobs        | Stadslijnen 3, 17, 18, 38, 39; Streeklijnen 52, 53, 54, 55, 57, 58, 68, 69                                                        |
|  |  | o |   |   | Steendam           | |
|  |  | o |   |   | Blekerijstraat     | |
|  |  | o |   |   | Stapelplein        | |
|  |  | o |   |   | Dok Noord          | |
|  |  | o |   |   | Heilig Kerst       | |
|  |  | o |   |   | Fratersplein       | |
|  |  |   |   |   |                    | |
|  |  |   | o | ↾ | Tolpoort           | Stadslijnen 4; Streeklijnen 52, 53, 54, 55, 57, 58, 68, 69                                                                        |
|  |  |   | o | ↾ | Spaarstraat        | |
|  |  | o |   |   | AZ Sint-Lucas      | |

## Kleur
De kenkleur van deze lijn was lichtblauw met zwarte letters.